# Alice e il sindaco
Alice e il sindaco (Alice et le maire) è un film franco-belga del 2019 scritto e diretto da Nicolas Pariser.

## Trama
A qualche mese dalle elezioni municipali, il sindaco di Lione non ha più idee. Dopo trent'anni di vita politica è come svuotato. In suo soccorso, l'entourage comunale recluta una giovane normalista. Il ruolo di Alice Heimann è rigenerare la capacità di pensare del sindaco e la visione necessaria all'azione politica. Introdotta nel cerchio della fiducia, Alice rivela un'agilità innata per la 'cosa politica' fornendo carburante alla macchina municipale. E la macchina riparte ma gli scossoni e i sobbalzi non tarderanno a costringerla alla sosta forzata.

## Distribuzione
Nelle sale cinematografiche italiane, il film è uscito il 6 febbraio 2020.